# 截短新單角介
截短新單角介（学名：Neomonoceratina brevicula）为浪花介科新單角介屬下的一个种。